# Albert De Roocker
Albert Louis De Roocker (Dendermonde, 1904. január 25. – Lebbeke, 1989. március 8.) olimpiai ezüstérmes belga tőrvívó.